# Soná
Soná ist ein Corregimiento und die Hauptstadt des Bezirks Soná in der Provinz Veraguas in Panama. Bei der Volkszählung im Jahr 2023 hatte es 12.242 Einwohner. Das Corregimiento erstreckt sich über eine Fläche von 69,5 km².

## Bevölkerung
Die folgende Tabelle zeigt die Bevölkerung des Corregimientos Soná, wie es in den Volkszählungen 2000, 2010 und 2023 erfasst wurde.
| Jahr         | 2000   | 2010   | 2023   |
| ------------ | ------ | ------ | ------ |
| Einwohner    | 10.104 | 10.802 | 12.242 |
| davon Männer | 4962   | 5376   | 6097   |
| davon Frauen | 5142   | 5426   | 6145   |

## Orte
Im Corregimiento Soná befinden sich folgende Orte:
- Aguas Claras
- Bajo de Tobalico
- Barriada San Pablo
- Diego
- El Alto Alfaro
- El Anguillal
- El Barrero
- El Común
- El Encanto
- El Guásimo
- El Mamey
- El María o La Mariposa
- Finca San Isidro
- Hacienda California
- Hacienda Tolica
- La Cadena
- La Hojita
- La Sabaneta
- La Tollosa
- Las Piedras
- Llano Largo
- Los Algarrobos
- Los Sueños de Soná
- Los Toretos
- Pueblo Nuevo
- Soná
- Tobalico
- Tolerique
- Tribique